# Ināra Mūrniece
Ināra Mūrniece (Riga, 30 dicembre 1970) è una politica lettone, Presidente del Saeima dal 2014 al 2022 e Ministro della Difesa dal 2022 al 2023.

## Biografia
Nata a Riga, si laureò in economia presso l'Università della Lettonia e successivamente lavorò come giornalista per il quotidiano Latvijas Avīze.
Prese parte alle elezioni parlamentari in Lettonia del 2011, candidandosi con il partito di centro-destra Alleanza Nazionale e risultò eletta deputata al Saeima. In seno all'assemblea, ottenne la presidenza della commissione Diritti Umani.
In occasione delle successive elezioni del 2014, venne eletta presidente del Saeima. Mantenne l'incarico per tutta la durata della legislatura e, a seguito delle elezioni del 2018, venne riconfermata alla presidenza del Parlamento sconfiggendo l'avversaria Dagmāra Beitnere-Le Galla.
Rieletta deputata nella tornata del 2022, non fu riconfermata presidente. Nello stesso anno, tuttavia, divenne ministra della Difesa all'interno del governo Kariņš II; rivestì la carica fino alla caduta dell'esecutivo.
Nel 1995 sposò lo storico e politico Ritvars Jansons, con il quale ebbe una figlia. La coppia divorziò nel 2015.